# Chiesa riformata olandese di Montagu
La chiesa riformata olandese di Montagu è una chiesa riformata olandese della città di Montagu in Sudafrica.

## Storia
La chiesa venne originariamente costruita tra il 1858 e il 1862 da Barry & Nephews. L'edificio venne successivamente rimaneggiato nel 1898 dall'architetto George Burkett, assumendo la sua attuale conformazione a pianta cruciforme. Un triforio venne aggiunto nel 1906.

## Descrizione

### Esterni
L'edificio presenta uno stile neogotico.

## Galleria d'immagini

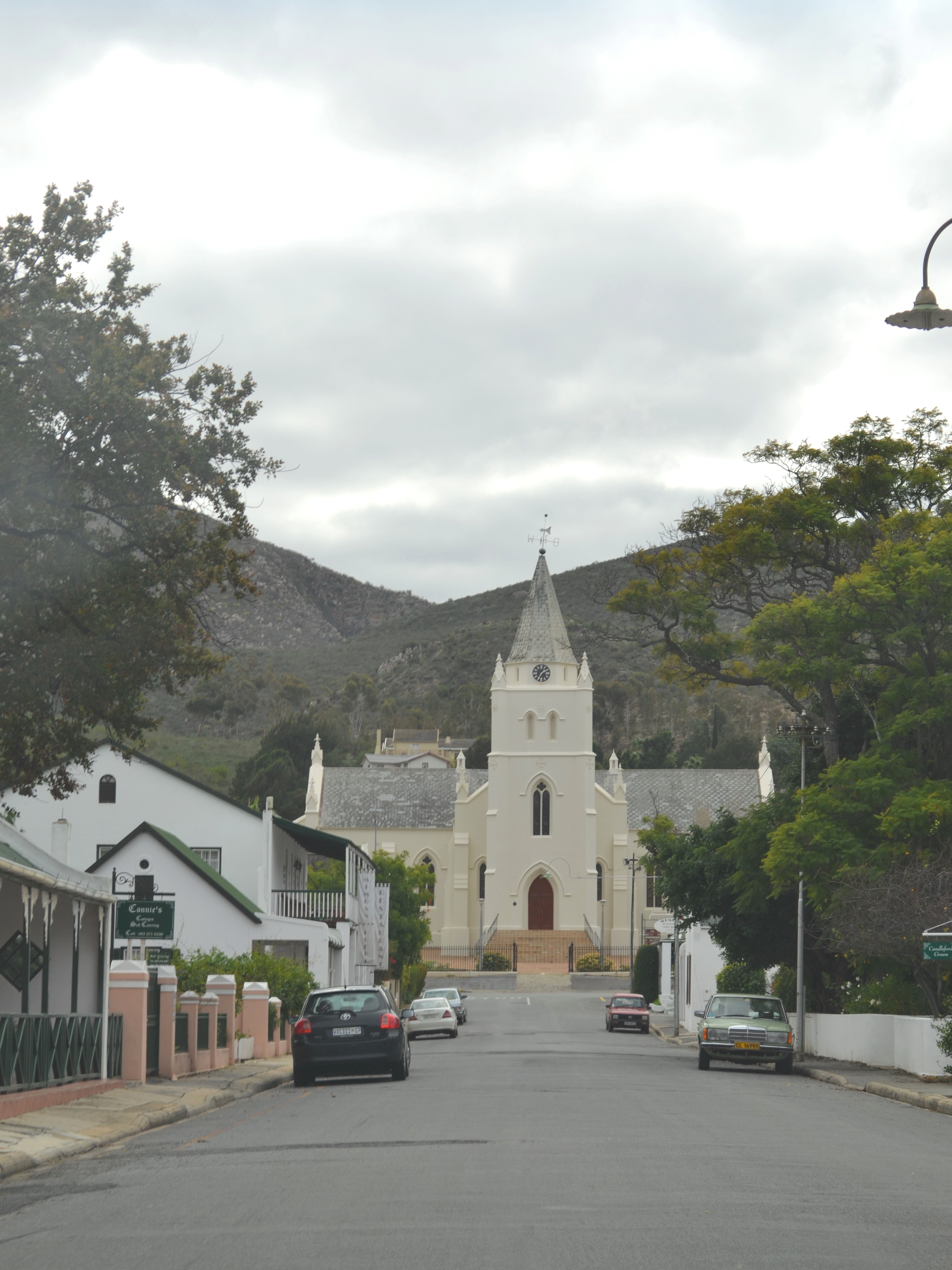
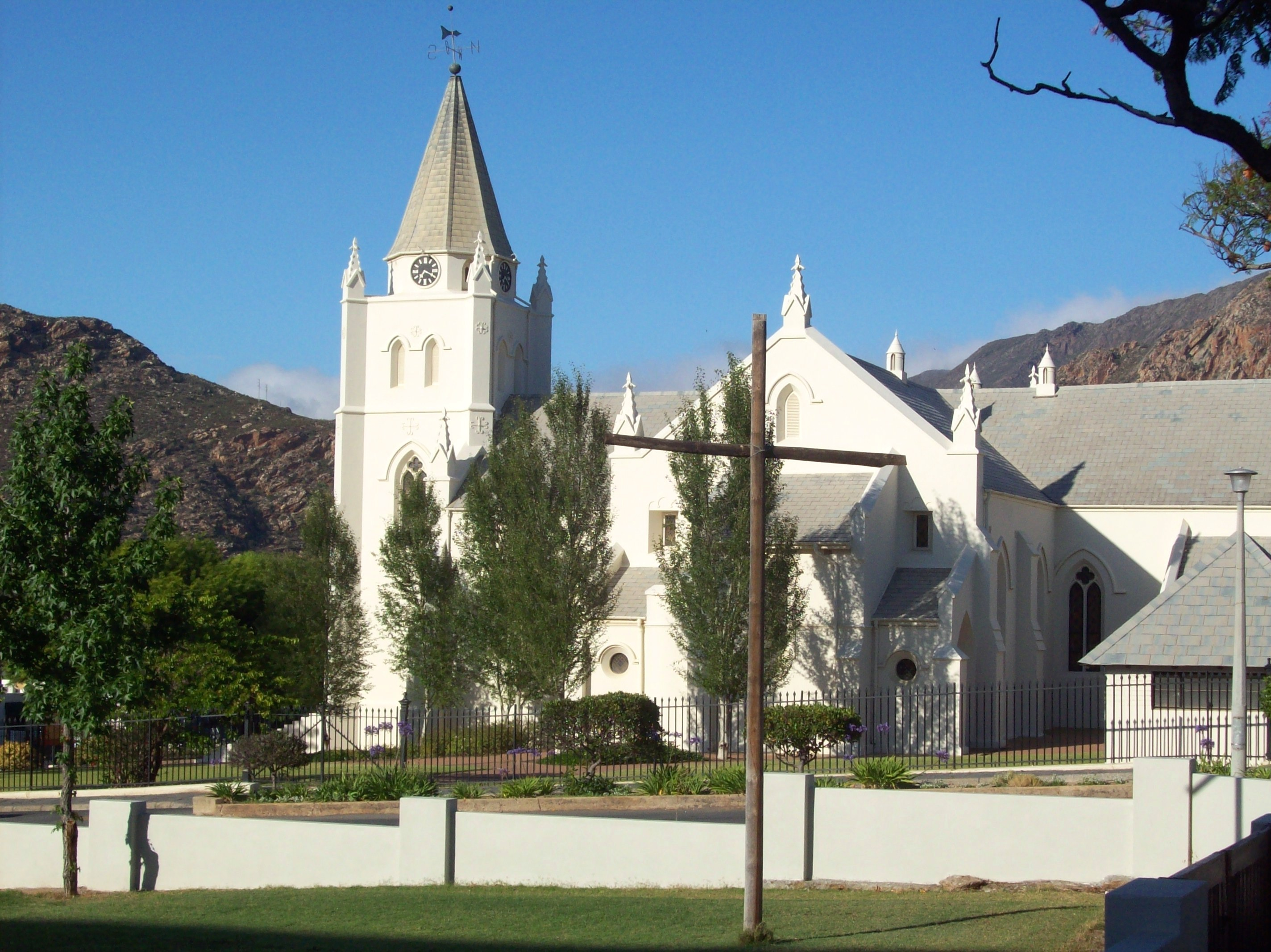
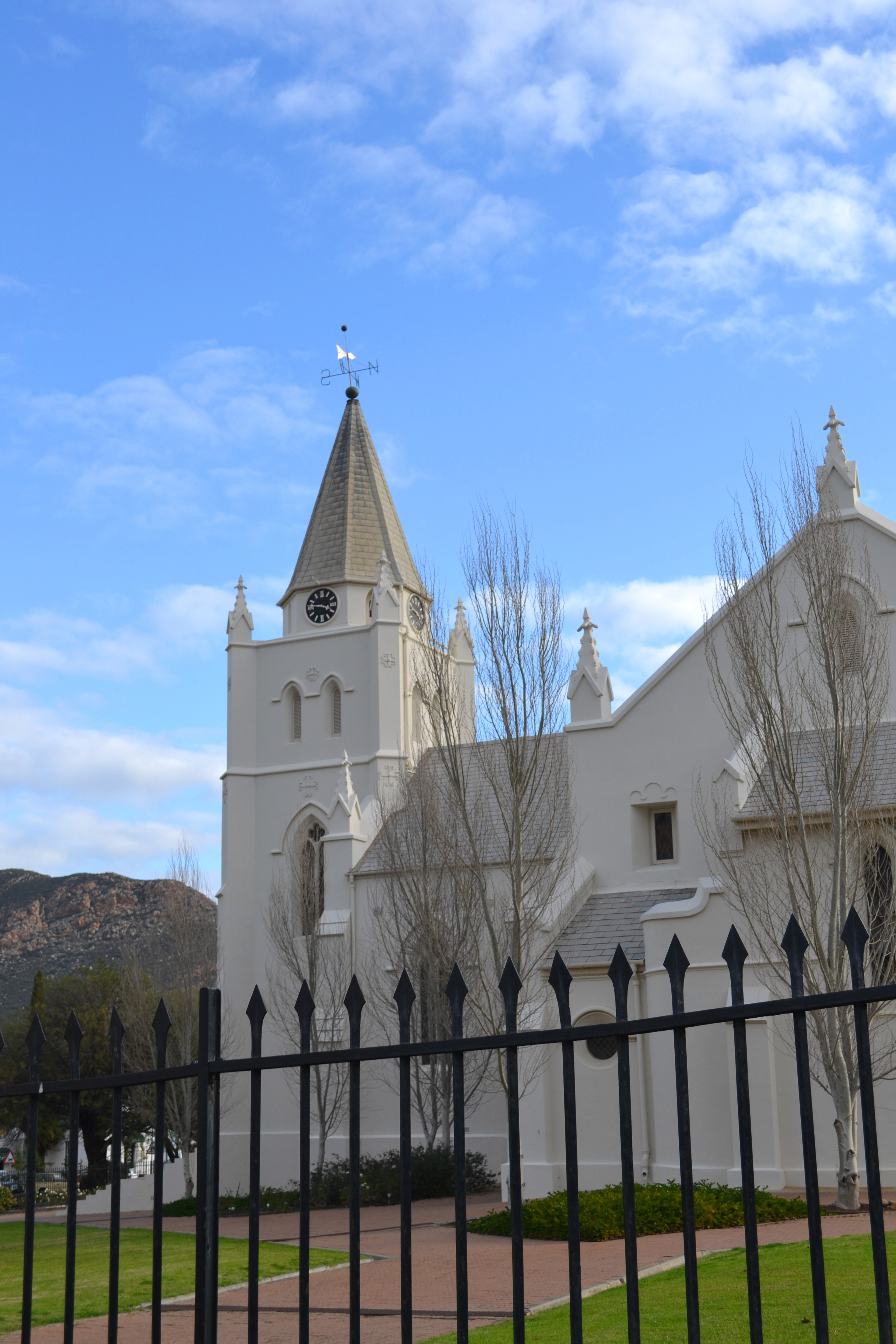